# Матвеева, Юлия Валерьевна
Ю́лия Вале́рьевна Матве́ева (29 апреля 1975, Саранск) — российская футболистка, выступавшая на позиции полузащитника.
Первой футбольной командой были саранские «Крылья Советов».
Второй командой стала красноярская «Сибирячка», за которую отыграла 10 матчей в дебютном сезоне и ещё 3 матча в 1995 году и 3 матча в молодёжной команде «ФШМ» (выступавшей в первой лиге в том же сезоне). В 1995 году тренер «ФШМ» Александр Юрьевич Гришков перевёз всю команду в Пятигорск.
В 1995 году пятигорском «КМВ» стала лучшим бомбардиром, забив 9 мячей. В Кубке России 1997 забила гол в ворота своей бывшей команды.
В 1997 году перешла в «ЦСК ВВС».

## Достижения
Чемпионат России по футболу среди женщин
- Вице—чемпион России (2): 1997 и 1998
- Бронзовый призёр России (1): 2000
- Включалась в список «33 лучшие футболистки по итогам сезона»: 1997[6]